# 三栄鞄
三栄鞄（さんえい かばん）は愛知県名古屋市守山区瀬古に本社を置くランドセル製造メーカーである。
ランドセル製品のOEM、企画、製造を行い、オリジナルブランド｢らんどせる屋さん｣を展開。

## 概要
- 2002年 - オリジナルブランド｢らんどせる屋さん｣を開始。
- 2004年 - ポケットの口が大きく開く｢パッくんランドセル｣を発売。
- 2005年 - 防犯ブザーつきランドセルのキッズガードシリーズを発売。
- 2007年 - ｢らくだもん｣、ミニランドセル｢プチラ｣を発売。
- 2008年 - フラッグシップモデル｢オンリーワン・ランドセル｣、｢パッくんランドセル2008｣を発売。
- 2009年 - 日本百貨店協会会長賞を受賞。FlowerLine、HeartLine、BlackLine、WidePocketプレミアムを発売。
- 2010年 - ｢Newパッくんランドセル｣を発売。
- 2010年 - マスコットキャラクターのぬいばちジロが登場。
- 2011年 - カラフル6シリーズを発売。
- 2012年 - 男子児童向けの赤いランドセル、女子児童向けの黒いランドセルを発売。
- 2014年 - プライベートブランド『らんどせる屋さん』が10周年を迎える。
- 2016年 - 新本社社屋の完成ため移転。旧本社(愛知県名古屋市北区米が瀬町104番地)は物流倉庫となる。
- 2016年 - 男子女子児童用、チノ素材風クラリーノランドセルを発売。
- 2017年 - 創業50周年を迎える。